# Ho scoperto che esisto anch'io
Ho scoperto che esisto anch'io è il terzo album della cantante italiana Nada, pubblicato nel 1973 dalla RCA Italiana.

## Il disco
Con quest'album la giovane cantante abbandona la musica leggera più orecchiabile delle sue precedenti incisioni e si avvicina alla canzone d'autore: i brani di quest'album infatti sono tutti scritti da Piero Ciampi e Pino Pavone, produttore del disco insieme all'arrangiatore Gianni Marchetti, con l'ausilio di vari collaboratori (tranne Lui è un folle, scritto tra gli altri dall'ex bassista de I Profeti Danny Baima Besquet).
La copertina è curata da Francesco Logoluso, mentre la foto della cantante è di Roberto Rocchi.
Il disco spiazza gli ammiratori di Nada, ed è, dal punto di vista commerciale, un fiasco.
Nel 1995 l'album è stato ristampato in CD dalla BMG Ricordi (743213 37372), con l'aggiunta di due bonus tracks, L'amore è tutto qui e Lemme lemme (in origine inserite nell'album Nada del 1976), ed una presentazione scritta da Vincenzo Mollica.

## Tracce

### Lato A
1. Confiteor (testo di Piero Ciampi e Pino Pavone; musica di Gianni Marchetti) - 4:53
2. Sovrapposizioni (testo di Piero Ciampi e Pino Pavone; musica di Gianni Marchetti) - 4:43
3. La passeggiata (testo di Piero Ciampi; musica di Gianni Marchetti) - 3:49
4. Sul porto di Livorno (testo di Piero Ciampi; musica di Gianni Marchetti) - 3:57
5. Eri proprio tu (testo di Piero Ciampi; musica di Gianni Marchetti) - 4:56

### Lato B
1. Come faceva freddo (testo di Piero Ciampi e Pino Pavone; musica di Gianni Marchetti) - 4:52
2. Lui è un folle (testo di Gianni Marchetti; musica di Roberto Giuliani, Mike Logan e Danny Baima Besquet) - 4:00
3. Ma chi è che dorme insieme a me (testo di Piero Ciampi; musica di Pino Pavone e Gianni Marchetti) - 4:33
4. I due cavallini (testo di Piero Ciampi; musica di Gianni Marchetti) - 3:53
5. Esisto anch'io (testo di Piero Ciampi e Pino Pavone; musica di Gianni Marchetti) - 7:17

### Ristampa su CD
1. L'amore è tutto qui (testo di Piero Ciampi; musica di Pino Pavone e Gianni Marchetti) - 3:39
2. Lemme lemme (testo di Piero Ciampi; musica di Gianni Marchetti) - 4:27